# Mr. Gone
Mr. Gone ist ein im September 1978 veröffentlichtes Album von Weather Report. Das Folgealbum des sehr erfolgreichen Albums Heavy Weather wurde schnell mit Gold ausgezeichnet.

## Allgemeines
Das Album wurde auch für die Ein-Stern-Negativ-Bewertung des Magazins Down Beat bekannt.
Der Einfluss von Wayne Shorter war weiter zurückgegangen, und besonders der Pastorius-Titel River People wurde mehrfach als zu kommerziell und als Disco-Musik abgewertet.

Bandleader Joe Zawinul sagte dazu:

„Es gibt keinen Weg in der Welt, dass eine Aufnahme wie diese eine Ein-Sterne-Bewertung bekommt. Ich habe viele Kritiken über diese Aufnahme gesehen. Leute wie Conrad Silvert, Len Lyons, Robert Palmer, Ken Anderson, Bob Blumenthal dachten alle, es wäre ein großartiges Album. … 
Wir haben sehr gut gespielt und hart gearbeitet für diese Platte. Jeder, der dieser Aufnahme einen Stern gibt, muss verrückt sein“

## Titelliste

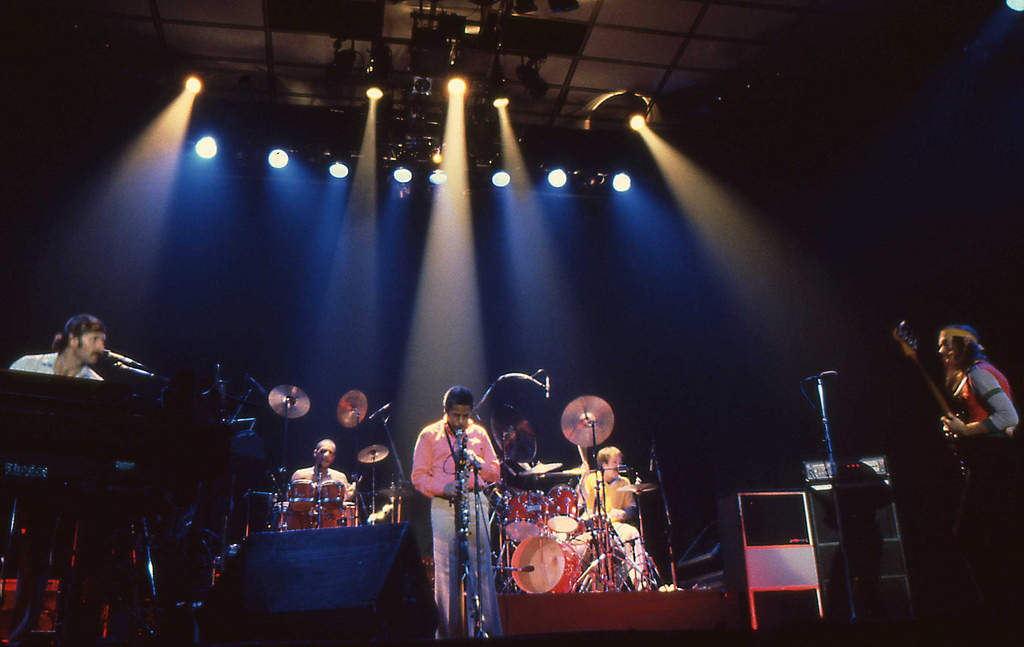
Weather Report 1980

1. The Pursuit of the Woman with the Feathered Hat (Zawinul) – 5:03
2. River People (Pastorius) – 4:50
3. Young and Fine (Zawinul) – 6:55
4. The Elders (Shorter, arrangiert von Zawinul) – 4:21
5. Mr. Gone (Zawinul) – 5:26
6. Punk Jazz (Pastorius) – 5:09
7. Pinocchio (Shorter) – 2:26
8. And Then (Zawinul (Musik), Sam Guest (Text)) – 3:22

## Gastmusiker
- Tony Williams – Schlagzeug (Titel 5 und 6)
- Steve Gadd – Schlagzeug (Titel 3 und 8)
- Manolo Badrena – Stimme (Titel 1)
- Jon Lucien – Stimme (Titel 1)
- Deniece Williams – Stimme (Titel 8)
- Maurice White – Gesang (Titel 8)

## Rezeption
Der Down Beat vergab die schlechteste mögliche Wertung von einem Stern:

„Zawinul, Shorter, etc. haben … ein kommerzielles Produkt hergestellt, leider … Weather Report hat seinen Klang über-orchestriert.“

Richard S. Ginell von Allmusic vergab zwei von fünf Sternen und schrieb:

„Auf Mr. Gone wird Weather Report zum Deckname für eine Jazz / Rock / Funk-Plattenproduktion von Joe Zawinul und Jaco Pastorius, …
Dieses Album wurde seinerzeit als Ausverkauf denunziert, wahrscheinlich wegen Jacos pulsierendem River People, das Weather Report so nah wie nie zum Disco brachte. …“

Die Kritiker Richard Cook & Brian Morton verliehen dem Album in The Penguin Guide to Jazz lediglich 2½ Sterne (von vier); für sie ist es „das schlechteste Album der Band“.